# Knocker-up

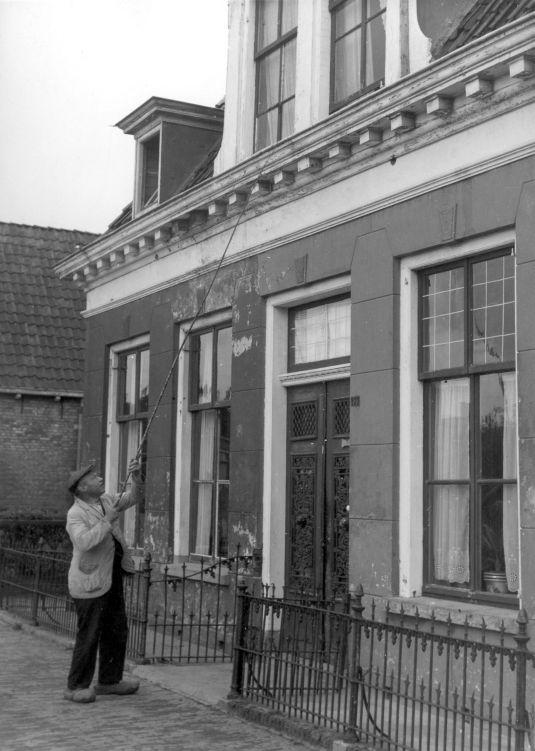
Knocker-upper 1947.

Буди́ло або проки́дач (англ. Knocker-up, інколи — англ. knocker-upper) — професія в Англії і Ірландії, що виникла під час промислової революції і проіснувала до 1970-х років. Робота knocker-up полягала в тому, щоб вранці розбудити людей на роботу. Для подачі сигналу використовувалися кийки, палиці, тростини, якими стукали у двері клієнтів, що проживають на першому поверсі, або довгі і легкі палиці, часто зроблені з бамбука, щоб дістати до вікон на верхніх поверхах. Іноді використовувалася духова трубка, з якої стріляли по вікну горохом.
За свою роботу будило отримував кілька пенсів на тиждень. Вони не припиняли стуку в двері або вікно клієнта, поки не переконувалися, що він прокинувся.
Цією роботою займалася велика кількість літніх людей, особливо у великих промислових містах, таких як Манчестер. Іноді констеблі за додаткову плату будили робітників під час ранкового патрулювання.
У романі Чарльза Діккенса «Великі сподівання» є короткий опис роботи будили.
У північних районах Британії та Ірландії професія проіснувала до початку 1970-х років. Останній представник цієї професії припинив свою діяльність 1973 року